# Mistrovství Československa v krasobruslení 1985
Mistrovství Československa v krasobruslení 1985 se konalo 11. ledna až 13. ledna 1985 v Havířově.

## Medaile
| Kategorie      | Zlato                      | Zlato | Stříbro                       | Stříbro | Bronz                        | Bronz |
| Muži           | Petr Barna                 | 3     | Jozef Sabovčík                | 3       | Josef Šenk                   | 6     |
| Ženy           | Gabriela Ballová           | 4, 2  | Hana Veselá                   | 5       | Jana Přibylová               | 6, 8  |
| Sportovní páry | Lenka Knapová René Novotný | 1, 8  | Dagmar Kovářová Jozef Komár   | 2, 4    | neobsazeno                   | -     |
| Taneční páry   | Jindra Holá Karol Foltán   | 2, 2  | Věra Mináríková Ivan Havránek | 4       | Dana Jendrisková Roman Sabol | 6     |